# Стебловський Володимир Васильович
Володимир Васильович Стебловський (31 жовтня 1906 — 18 грудня 1990, Київ) — український театральний діяч, режисер за освітою, адміністратор театрів.
В різні часи був директором Київського театру музичної комедії (1939—1941), Театру ім. Лесі Українки та Театру ім. Івана Франка.

## Життєпис

Могила Володимира Стебловського, Байкове кладовище

У 1934 році Володимир Стебловський, випускник режисерського факультету Харківського музично-драматичного інституту, вирішує зайнятися адміністративною роботою, і в 28 років стає заступником директора Театру ім. Івана Франка. В ті роки він підтримував дружні стосунки з багатьма діячами українського театру, дружив з видатним театральним режисером і актором Гнатом Юрою. З наказу наркома освіти УРСР від 15 листопада 1934: «Наркомос відзначає, що театр імені І. Франка, який перетворено на столичний, зумів організовано провести підготовку до відкриття столичного сезону». Цим наказом премійовано, зокрема, директора та художнього керівника театру Г. Юру і заступника директора В. Стебловського.
З 1939 до 1941 року був директором Київського театру музичної комедії, який згодом став театром оперети.
За інформацією Михайла Захаревича Володимир Васильович працював заступником директора та директором-розпорядником у Театрі ім. І. Франка у три різні, але дуже відповідальні періоди. Друга зустріч з колективом — період війни. Третя — початок 1960-х років. З наказу по управлінню в справах мистецтв при РНК УРСР від 4 листопада 1944: «Після визволення Радянської України від фашистської окупації мистецькі заклади організовано повернулись на батьківщину, де відновили свою діяльність. За добру роботу в справі збереження та реевакуації мистецьких закладів УРСР оголошую подяку і преміюю…». Прізвище В. Стебловського тут — одне з перших.
До серпня 1952 року — директор Української республіканської філармонії. Багато років Володимир Васильович очолював Київський театр російської драми ім. Лесі Українки. В період його керівництва театром зі сторони Спілки письменників мав місце знаменитий «погром» спектаклю Леоніда Вікторовича Варпаховського «Біла гвардія», а директор як тільки міг намагався відстояти ту легендарну постановку. При ньому в 1950-ті роки в Російську драму прийшло знамените зоряне покоління: Ірина Молостова, Ада Роговцева, Сергій Філімонов та інші.
Помер на 85-му році життя 18 грудня 1990 року. Похований разом із родиною на Байковому кладовищі (інтернаціональна частина, ділянка № 4, 50°25′1.07″ пн. ш. 30°30′28.31″ сх. д. / 50.4169639° пн. ш. 30.5078639° сх. д.).

### Родина
Після одруження на примадонні тодішньої Київської оперети Ользі Юровській сім'я Володимира Стебловського продовжила творчу династію. У 1944 році у них народилась донька Тетяна, яка згодом стала відомою українською актрисою, народною артисткою України. Онук Володимира Стебловського — російський актор Володимир Бегма.

## Спогади Тетяни Стебловської
«Улюбленим виразом Володимира Васильовича була фраза „Якщо хочеш зробити людині зло, довго подумай і не зроби. Якщо хочеш зробити добро, зроби, не думаючи“, — згадує його донька Тетяна Стебловська, — Він казав, що висловлювання Станіславського „театр починається з вішалки“ — для глядачів, а для акторів — „театр починається з керівника“. При цьому батько стверджував, що чільна роль у театрі належить художньому керівникові. А він, як директор, зобов'язаний забезпечити художньому керівнику відповідну творчу обстановку. Батько ніколи себе не випинав і не ставив у привілейоване становище. Головна якість тата — його величезна любов до артистів. Він намагався все зробити, щоб зменшити їх побутові проблеми, допомогти, підтримати у важку хвилину. Він дуже дорожив дружбою, відносинами з багатьма чудовими особистостями».